# Lukáš Matoušek
Lukáš Matoušek, né le 29 mai 1943 à Prague, est un clarinettiste, compositeur tchèque.

## Biographie
Lukáš Matoušek étudie au conservatoire de Prague (1961–1967) : la direction d'orchestre avec Václav Smetáček, la clarinette avec Milan Kostohryz et la composition avec Zdeněk Hůla. Après avoir obtenu son diplôme du conservatoire, il suit un cours de musique électronique et concrète à la radio de Prague (1967–1969) et poursuit l'étude de la composition, d'abord en privé avec Miloslav Kabeláč (1969–1975) et plus tard, à l'académie Janáček à Brno (1975–1981) avec Ctirad Kohoutek.
Il enseigne la clarinette au conservatoire de Prague jusqu'en 1977 et est nommé directeur musical et rédacteur en chef de la radio de Tchécoslovaquie à Prague (1977–1989). Après 1989, il est directeur musical du label Studio Matouš et dans les années 2000–2006, il travaille comme dramaturge de l'orchestre symphonique de Prague (FOK). Depuis 2001, il enseigne au département de théorie de la musique de l'Académie des arts du spectacle de Prague.
En 1969, il écrit sa cantate sur l'ancien testament sur le texte latin des Lamentations de Jérémie pour soliste, chœur mixte et quatre cuivres, après l'Invasion des troupes du pacte de Varsovie en Tchécoslovaquie en 1968. La cantate est un grand succès et reçoit le prix de la ville de Nuremberg au festival Musica Sacra de Nuremberg. Cependant, cela signifiait une discrimination et pendant presque vingt ans ses œuvres n'ont pas été jouées en Tchécoslovaquie. La musique de Lukáš Matoušek est interprété notamment par Charles Mackerras, Guennadi Rojdestvenski, Jiří Bělohlávek et Ole Schmidt.
Dans le courant des années 1960, Lukáš Matoušek utilise les techniques modernes de composition : musique dodécaphonique et aléatoire. Cependant, il est intéressé parallèlement par les relations entre musique moderne et musique médiévale. En 1963, il fonde l'ensemble Ars cameralis dédié à l'interprétation de la musique médiévale jouée sur des instruments de musique historiques avec la musique contemporaine, jouée sur des instruments modernes. Il est directeur artistique de l'ensemble et joue lui-même à la clarinette et des instruments à vent historiques. Dans les années 1970, il collabore également avec l'ensemble Prague madrigalistes (Pražští madrigalisté). Il effectue des recherches sur la musique médiévale à Londres en tant que chercheur du British Council. Il a également donné des conférences sur les instruments historiques au département de musicologie de la faculté des lettres de l'Université Charles et à l'école du Týn à Prague, ainsi que lors de diverses conférences scientifiques internationales sur la musique. Il se concentre également sur la reconstruction de compositions médiévales et les présente dans des premières modernes.

## Œuvre

### Orchestre
- Jardin de musique pour 12 instruments à vent (1962)
- In memoriam John Fitzgerald Kennedy pour 12 instruments solistes (1964)
- De la musique pour Bayreuth - II. invention pour 10 instruments à vent (1966)
- Concerto pour percussions et instruments à vent (1967)
- Příběhy [« Histoires »] pour orchestre, sur des poèmes de Vladimír Holan (1975/2015)
- Métamorphose du silence pour 12 instruments à cordes (1977)
- Sonate pour contrebasse et ensemble de chambre (1980)
- Les racines du temps (Radices temporum) pour orchestre symphonique (1981)
- Fanfare 17. Novembre pour 12 instruments à vent en cuivre (1990)
- Viderunt omnes amendes millennii pour quintette à vent et à cordes (1999)
- Mémoire du palais de Prague pour orchestre de chambre (2003)
- Sonate pour violon et orchestre de chambre (2003)
- Tři novelety pour hautbois et cordes (2004)
- Couronne de sonnets pour violoncelle et orchestre (1996 à 2009)

### Musique de chambre
- Signes - cinq petites pièces pour flûte et clarinette (1962)
- Cinq canons pour clarinette seule (1962)
- Les anneaux pour flûte et de la récitation du texte de Josef Brut (1962)
- Invention pour violoncelle seul (1963)
- Kánonická exercice pour les deux instruments (1965)
- Intime de la musique pour alto seul ou violoncelle (1968)
- Les sept péchés capitaux de Jérôme Bosch pour flûte, clarinette basse, piano et percussion (1971)
- Touche pour dulcimer (1972)
- En regardant en arrière Orfeovo pour flûte, alto et harpe ou piano (1973)
- Les aztèques pour un percussionniste (1978)
- Prélude et fugue pour piano (1978)
- La mémoire de monsieur Sudek pour sextuor de cuivres (1979)
- Métamorphose du silence pour quatuor à cordes (1980)
- Sonate pour violon et piano (1980)
- Sonatine pour clarinette et piano (1983), également pour saxophone alto et piano (2007)
- Quintette pour flûte, hautbois, clarinette, cor et basson (1987)
- Intrada tchèque pour les cuivres (1992)
- Hommage à Machaut pour clarinette, alto et piano (1993)
- Couronne de sonnets pour violoncelle et piano (1996/2000)
- Les ombres et les reflets pour flûte, clarinette, violon, alto, violoncelle et piano (2000)
- MiN-Kaléidoscope pour ensemble de chambre (2002)
- Trio pour clarinette, violon et piano (2002)
- Mosaïque pour deux flûtes et piano (2003)
- Solo pour clarinette (2003)
- Tři novelety. Trio pour hautbois, violon et piano, aussi pour hautbois et quatuor à cordes (2004)
- L'Ode à la joie pour récitant, violon, violoncelle et piano sur un texte de Vladimir Holan (2008)
- Fantaisie pour orgue (2008)
- Canones diversi pour violon et clarinette (2009)
- Sonnets pour violoncelle et piano (2011)
- Prélude Sancti Venceslai pour orgue (2012)
- David et Salomon pour récitant et harpe sur le texte biblique (2012)
- Sonate Bibliques pour harpe (2013)
- Sonate pour orgue (2013)
- Méditation et toccata pour piano (2014)

### Vocales
- Tartuffův trest [« La punition de Tartuffe »] pour soprano, mezzo-soprano, flûte et la clarinette basse sur les vers d'Arthur Rimbaud (1964)
- Cantate sur un texte de l'ancien testament, Psaume 92 pour soprano, clarinette basse, basson, et trombone (1966)
- Cantate sur le texte latin de l'ancien testament des Lamentations de Jérémie, pour soli, chœur mixte et quatre cuivres (1969)
- Klárčina říkadla [« Comptines de Klárka »]. Cycle pour chœur d'enfants sur des textes de comptines populaires tchèques (1974)
- Le sceau du silence (Sigillum silentii) sur les textes bibliques pour mezzo-soprano, clarinette, alto et piano (1970-1997)
- Barvy a myšlenky [« Couleurs et idées »], pour mezzo-soprano, flûte, clarinette, alto et clavecin sur des textes de peintres (Paul Klee et Vassily Kandinsky) et de poètes sur l'art (1976)
- Vodička, voda. Cycle pour chœur d'enfants a capella sur les vers de John Čarka (1977)
- Květ z ráje [« La fleur du paradis »], pour récitant et chœur enfants ou chœur de filles sur des paroles par Jaroslav Seifert (1983 ; version pour chœur mixte 1989)
- Ani bolest nedožijem... [« Nous ne verrons pas la fin de cette peine »] Chants sur les versets de Vladimir Holan pour voix seule (1997)

Il compose aussi des chants pour chœur d'enfants et des compositions pédagogiques, en particulier pour les instruments à vent.

### Écrits
- « Das Chalumeau-Problem », dans Die Blasinstrumente und ihre Verwendung sowie zu Fragen des Tempos in der ersten Hälfte des 18. Jahrhunderts, Blankenburg, Harz, 1976, p. 33–36.
- « „České“ křídlo – ala „bohemica“ », dans Zpravodaj Společnosti pro starou hudbu, no 40, mars 1985, p. 59–64.
- « Regional Signs of Medieval Musical Instruments » [« Signes régionaux d'instruments de musique médiévaux »], dans Musikalische Ikonographie, Laaber 1994, p. 207-212.
- « Interpretace polyfonie vrcholného středověku » [« Interprétation de la polyphonie du haut Moyen Âge »], dans Cantus choralis ´01, Symposium international sur le chant choral, Ústí n. Labem 2001, p. 57-60.
- « Bohemika mezi středověkými hudebními nástroji », dans Clavibus unitis, janvier 2006, str. 1-10 [lire en ligne][PDF]
- « Hudební nástroje evropského středověku » [« Instruments de musique du Moyen Âge européen »], dvanáctidílný cyklus článků dans Hudební rozhledy 59, 2006 ;
  1. Pár slov úvodem, HR no 1, p. 58–59
  2. Monochord a chorus, HR no 2, p. 58–59
  3. Cimbál a psalterium, HR no 3, p. 58–59
  4. Křídlo (ala) a harfa, HR no 4, p. 58–59
  5. Rota a žaltářová harfa, HR no 5, p. 58–59
  6. Loutna a kvinterna, HR no 6, p. 58–59
  7. Klavichord a cembalo, HR no 7, p. 58–59
  8. Třecí chordofony, HR no 8, p. 58–59
  9. Aerofony hranové, HR no 9, p. 58–59
  10. Varhany a portativ, HR no 10, p. 58–59
  11. Aerofony jazýčkové, HR no 11, p. 58–59
  12. Aerofony retné, HR no 12, p. 58–59.
- « The Music of the Bohemian Middle Ages », dans Czech Music mars 2006, p. 29–40.
- « Nově objevená vyobrazení středověkých hudebních nástrojů v Kouřimi », dans Hudební věda XLVI 46, nos 1-2 2009, p. 5–30.
- « Středověké hudební nástroje na schodišti Velké věže hradu Karlštejna », dans Slovenská hudba, revue pre hudobnú kultúru, nos 2-3 2009, année XXXV, p. 134-171.
- « Calcastrum, Pokus o identifikaci hudebního nástroje z traktátu Pauli Paulirini de Praga », dans Živá hudba, ročník 1, 2010, no 1, p. 12–22.
- « Nově objevené středověké nástěnné malby s hudebními nástroji v Kouřimi », dans  Hudobnohistorický výskum na Slovensku začiatkom 21. storočia II., Univerzita Komenského, Bratislava 2010, p. 123–143.
- « Hudba v době Karla IV. » / Music during the Era of Charles IV, dans Pražské jaro – Printemps de Prague, Programme catalogue, 2015, p. 131-138.

## Discographie

### Compositeur
- Musique de chambre : Souvenir de M. Sudek, Couleurs et idées, Métamorphoses du Silence, Aztecs, Sonate pour violon et piano, Le Sceau du silence (Sigillum silentii), Fanfare pour le 17 novembre - Quatuor Stamic ; Ctibor Bártek, percussion ; Zdenka Pelikánová, violon ; Jana Macharáčková, piano ; Solistes des cuivres de Prague (1982 à 1997, Studio Matouš MK 0044-2931) (OCLC 54742535)
- Alto : Musique intime, pour alto seul - Karel Dolezal, alto (mars 1995, Arta Records) (OCLC 36105703) — avec d'autres œuvres d'Anton Rubinstein, Paul Hindemith et Ernest Bloch.

### Directeur d'ensemble
- Guillaume de Machaut, Chansons, Le Noble rhétorique - Ars Cameralis (juin 1991, Studio Matouš) (OCLC 35295329)
- Musique médiéval de Bohême du XIIIe au XVe siècle - Ars Cameralis (novembre 1995, Studio Matouš MK 0026-2 231) (OCLC 940928754)